# Coppa FIRA 1982-1983
La Coppa FIRA 1982-83 (in francese Trophée européen FIRA 1982-83), anche Coppa Europa 1982-83, fu il 23º campionato europeo di rugby a 15 organizzato dalla FIRA.
Si tenne dal 24 ottobre 1982 al 22 maggio 1983 tra 6 squadre che si affrontarono con la formula del girone unico.
Il titolo fu vinto per la quinta volta dalla Romania, che chiuse la competizione davanti a Italia e, a seguire, Unione Sovietica: proprio la partita di chiusura di torneo tra queste due ultime squadre funse da spareggio di fatto per la piazza d'onore: gli Azzurri vinsero 12-10 e per la prima volta la Francia non salì neppure sul podio.
L'incontro tra gli italiani e i propri cugini d'Oltralpe, tenutosi a Rovigo per via dell'alternanza di calendario che per quell'edizione prevedeva gli Azzurri in casa, terminò 6-6: si trattava della prima uscita indenne dal campo in 48 anni e 33 confronti contro i francesi, dei quali quelli dal 1968 senza valore di test match.
L'unica sconfitta della squadra allenata dalla coppia Pulli – Paladini fu proprio contro i campioni rumeni, anche se contenuta nel punteggio, 6-13.
A retrocedere in seconda divisione fu la Germania Ovest, mentre la Polonia guadagnò la promozione nella massima serie prevalendo sulla Spagna, prima a pari punteggio ma con un peggior quoziente realizzativo.
In seconda divisione, il posto lasciato libero dagli scandinavi fu rimpiazzato dalla Cecoslovacchia vincitrice del terzo livello a punteggio pieno.
I tedeschi non rividero più la prima divisione se non 25 anni più tardi nel 2008, 18 anni dopo la riunificazione con la Germania Est.

## Squadre partecipanti
| 1ª divisione     | 2ª divisione | 3ª divisione |
| ---------------- | ------------ | ------------ |
| Francia          | Paesi Bassi  | Belgio       |
| Germania Ovest   | Polonia      | Svizzera     |
| Italia           | Portogallo   | Jugoslavia   |
| Marocco          | Spagna       | Svizzera     |
| Romania          | Svezia       | Tunisia      |
| Unione Sovietica |              |              |

## 1ª divisione
| Data       | Incontro                 | Risultato | Sede            |
| ---------- | ------------------------ | --------- | --------------- |
| 24-10-1982 | URSS – Germania O.       | 31-9      | Mosca           |
| 31-10-1982 | Romania – Francia        | 13-9      | Bucarest        |
| 1-11-1982  | Francia XV – URSS        | 6-12      | Mérignac        |
| 7-11-1982  | Germania O. – Italia     | 3-23      | Hannover        |
| 19-12-1982 | Marocco – Italia         | 3-13      | Casablanca      |
| 6-2-1983   | Italia – Francia XV      | 6-6       | Rovigo          |
| 20-2-1983  | Francia XV – Germania O. | 84-0      | Bourg-en-Bresse |
| 27-2-1983  | Marocco – Romania        | 3-28      | Casablanca      |
| 27-3-1983  | Germania O. – Romania    | 12-26     | Heidelberg      |
| 10-4-1983  | Marocco – Francia XV     | 9-16      | Casablanca      |
| 10-4-1983  | Romania – Italia         | 13-6      | Buzău           |
| 8-5-1983   | Germania O. – Marocco    | 13-16     | Heidelberg      |
| 11-5-1983  | URSS – Marocco           | 17-12     | Kiev            |
| 15-5-1983  | URSS – Romania           | 10-15     | Kiev            |
| 22-5-1983  | Italia – URSS            | 12-10     | Catania         |

|               | Classifica       | G | V | N | P | PF  | PS  | P±   | PT |
| ------------- | ---------------- | - | - | - | - | --- | --- | ---- | -- |
|               | Romania          | 5 | 5 | 0 | 0 | 95  | 40  | +55  | 15 |
|               | Italia           | 5 | 3 | 1 | 1 | 60  | 35  | +25  | 12 |
|               | Unione Sovietica | 5 | 3 | 0 | 2 | 80  | 54  | +26  | 11 |
|               | Francia          | 5 | 2 | 1 | 2 | 121 | 40  | +81  | 10 |
|               | Marocco          | 5 | 1 | 0 | 4 | 43  | 87  | -44  | 7  |
| Retrocessione | Germania Ovest   | 5 | 0 | 0 | 5 | 37  | 180 | -143 | 5  |

## 2ª divisione
| Data       | Incontro                 | Risultato | Sede       |
| ---------- | ------------------------ | --------- | ---------- |
| 10-10-1982 | Polonia ― Paesi Bassi    | 6-13      | Varsavia   |
| 26-10-1982 | Polonia ― Svezia         | 54-6      | Poznań     |
| 6-11-1982  | Svezia ― Paesi Bassi     | 7-16      | Malmö      |
| 13-3-1983  | Paesi Bassi ― Spagna     | 3-32      | Hilversum  |
| 26-3-1983  | Spagna ― Portogallo      | 25-4      | Madrid     |
| 10-4-1983  | Paesi Bassi ― Portogallo | 6-13      | Hilversum  |
| 24-4-1983  | Spagna ― Polonia         | 7-16      | Valencia   |
| 30-4-1983  | Portogallo ― Polonia     | 4-6       | Lisbona    |
| 8-5-1983   | Svezia ― Spagna          | 3-19      | Falkenberg |
| 21-5-1983  | Spagna ― Svezia          | 17-9      | Lisbona    |

|               | Classifica  | G | V | N | P | PF | PS  | P±  | PT |
| ------------- | ----------- | - | - | - | - | -- | --- | --- | -- |
|               | Polonia     | 4 | 3 | 0 | 1 | 82 | 30  | +52 | 10 |
|               | Spagna      | 4 | 3 | 0 | 1 | 83 | 26  | +57 | 10 |
|               | Portogallo  | 4 | 2 | 0 | 2 | 38 | 46  | -8  | 8  |
|               | Paesi Bassi | 4 | 2 | 0 | 2 | 38 | 58  | -20 | 8  |
| Retrocessione | Svezia      | 4 | 0 | 0 | 4 | 25 | 106 | -81 | 4  |

## 3ª divisione
| Data       | Incontro                    | Risultato | Sede      |
| ---------- | --------------------------- | --------- | --------- |
| 23-10-1982 | Belgio ― Tunisia            | 12-13     | Bruxelles |
| 14-11-1982 | Cecoslovacchia ― Jugoslavia | 17-9      | Praga     |
| 27-11-1982 | Belgio ― Cecoslovacchia     | 6-21      | Bruxelles |
| 27-11-1982 | Jugoslavia ― Svizzera       | 36-19     | Spalato   |
| 12-12-1982 | Tunisia ― Svizzera          | 3-0       | Tunisi    |
| 5-3-1983   | Svizzera ― Belgio           | 9-23      | Ginevra   |
| 23-4-1983  | Svizzera ― Cecoslovacchia   | 9-14      | Näfels    |
| 30-4-1983  | Jugoslavia ― Belgio         | 22-3      | Lubiana   |
| 7-5-1983   | Cecoslovacchia ― Tunisia    | 15-7      | Praga     |
| 14-5-1983  | Tunisia ― Jugoslavia        | 41-6      | Tunisi    |

|  | Classifica     | G | V | N | P | PF | PS | P±  | PT |
|  | -------------- | - | - | - | - | -- | -- | --- | -- |
|  | Cecoslovacchia | 4 | 4 | 0 | 0 | 67 | 31 | +36 | 12 |
|  | Tunisia        | 4 | 3 | 0 | 1 | 64 | 33 | +31 | 10 |
|  | Jugoslavia     | 4 | 2 | 0 | 2 | 73 | 80 | -7  | 8  |
|  | Belgio         | 4 | 1 | 0 | 3 | 44 | 65 | -21 | 6  |
|  | Svizzera       | 4 | 0 | 0 | 4 | 37 | 76 | -39 | 4  |